# Giatrádes
Giatrádes (grec moderne : Γιατράδες) est une localité située dans le dème de Didymotique, dans le district régional d'Évros, dans la periphérie de Macédoine-Orientale-et-Thrace, en Grèce.
La localité appartient à la communauté municipale d'Aspronéri. Selon le recensement de 2021, elle compte 29 habitants.